# Ante Puljić
Ante Puljić (Runović, 10. ožujka 1941. – 21. svibnja 2008.) poznati je hrvatski ekonomist i bivši profesor na Ekonomskom fakultetu u Zagrebu. 

## Mladost i obrazovanje
Osnovnu školu završio je u rodnom Runoviću, a gimnaziju u Imotskom. Godine 1966. diplomirao je na Ekonomskom fakultetu Sveučilišta u Zagrebu. Magistrirao je na smjeru Ekonomska analiza i planiranje 1974. te je 1979. na Fakultetu za vanjsku trgovinu Sveučilišta u Zagrebu obranio doktorsku disertaciju „Utjecaj neopredmećenog i opredmećenog tehnološkog napretka na stopu rasta industrijske proizvodnje“.

## Karijera
Od 15. studenog 1967. do 15. travnja 1968. radio je računovodstvene poslove u PIK-u Sljemenu u Zagrebu, a od 15. travnja 1968. do 15. travnja 1980. bio je zaposlen u Republičkom zavodu za društveno planiranje. U Republičkom zavodu za društveno planiranje tri je godine radio u Sektoru za svodne bilance i dugoročne projekcije, potom četiri na radnom mjestu gdje se bavio životnim standardom i osobnom potrošnjom i konačno na radnom mjestu gdje se bavio tržištem i cijenama.
Dana 15. travnja 1980. zaposlio se na Ekonomskom institutu u Zagrebu. U Institutu se bavio ekonomikom industrije, prometa i zdravstva te analizom privredne strukture i tehnološkog napretka. Bio je rukovoditelj Centra za ekonomski razvoj.
Od 1. rujna 1996. godine radi na Ekonomskom fakultetu Sveučilišta u Zagrebu kao redoviti profesor iz predmeta Mikroekonomska analiza te Regulacija i tržište.
Velik je doprinos dr. Puljić dao i kroz prijevode najboljih svjetskih ekonomskih udžbenika na hrvatski jezik. 

## Smrt
Dr. Ante Puljić tragično je preminuo u prometnoj nesreći dana 21. svibnja 2008. godine.